# There I Ruined It
There I Ruined It is een YouTubekanaal van de Amerikaanse muzikant en producer Dustin Ballard. Op het kanaal plaatst hij mash-ups van nummers en muziekstijlen, waarin hij met behulp van kunstmatige intelligentie (KI) stemmen van bekende artiesten waarheidsgetrouw nabootst. Zo wordt de indruk gewekt dat een andere bekende artiest het nummer in kwestie zingt of dat het nummer een totaal ander genre is. Ballard zingt alle teksten zelf in voordat hij de KI-software erop loslaat. In juli 2024 liet hij in een video de verschillen horen.
Naast het plaatsen van video's op YouTube en sociale media geeft Ballard regelmatig optredens, waar hij zijn mash-ups live ten gehore brengt. Sinds augustus 2024 heeft hij tevens een liveband.

## Geschiedenis en controverse
De uit Texas afkomstige Ballard plaatste in eerste instantie video's op sociale media, waaronder TikTok en Instagram, waarin hij bekende videoclips van artiesten vertoonde, maar zijn eigen stem en instrumenten verwerkte. Naarmate zijn video's meer en meer bekeken werden, kwam Ballard op het idee kwam om kunstmatige intelligentie in te gaan zetten. Hij richtte zijn YouTubekanaal tijdens de coronapandemie op.
Door het gebruik van KI gingen de video's van There I Ruined It al vrij snel viral, helemaal nadat het gebruik van KI in muziek in de Verenigde Staten in opspraak was gekomen wegens vermeende auteursrechtenschendingen. Het Amerikaans Congres hield er in 2024 een debat over en gebruikte een van Ballards mash-ups - te weten de (kort daarna verwijderde) mash-up van Aqua's Barbie Girl en Johnny Cash - om het punt van auteursrechtenschending kracht bij te zetten. Enkele video's zijn om die reden ook van YouTube en muziekplatforms verwijderd, zoals de mash-up van Drake en The Weeknd, nadat de video in april 2023 nog viral was gegaan. Ballard reageerde op de situatie en gaf aan geen kwaad te zien in zijn video's, en beroepte zich op het recht om parodieën te mogen publiceren.
Ballard heeft voor There I Ruined It tevens een Patreonpagina opgezet.

## Reacties
Enkele bekende artiesten waarvan Ballard nummers gebruikte, zoals Ed Sheeran, Snoop Dogg en 50 Cent, lieten zich positief uit over Ballards mash-ups. Zo plaatste 50 Cent een bericht op socialenetwerksite X waarin hij aangaf dat zijn “countryalbum in de maak was en dat dat van Beyoncé niet kon tippen aan dat van hem”, verwijzend naar de video van There I Ruined It. Hij herhaalde dat in een talkshow op televisie en voegde er ook nog aan toe “dat het een hit had kunnen worden”. Het betrof een mash-up van In da Club van 50 Cent en Tight Fittin' Jeans van Conway Twitty, dat Ballard uitbracht als Conway Fitty (waar Fitty slang is voor Fifty, verwijzend naar 50 Cent), vergezeld van een foto van 50 Cent met Twitty's kapsel. De video ging viral en werd in de eerste drie maanden al meer dan 3 miljoen keer bekeken. Ook onder anderen Jack Black en Michael Bublé gaven aan fan te zijn van There I Ruined It.

## Software
De KI-software waar Ballard gebruik van maakt bestaat uit een combinatie van SoftVC VITS Singing Voice Conversion, Uberduck en Voicify. Verder gebruikt hij MIDI-instrumenten op de computer om de oorspronkelijke composities in te spelen. De zang verzorgt Ballard zelf, voordat hij de KI-software inzet om stemmen na te bootsen. Ten slotte zet hij alles in Melodyne, een audiowerkstation vergelijkbaar met FL Studio.

## Muziekstijlen
De door Ballard gekozen muziekstijlen verschillen per video. In een enkele video is geen duidelijke stijl te herkennen, zoals die waarin hij woorden uit verschillende nummers combineert of de video waarin hij deed voorkomen alsof het leger van Noord-Korea het nummer Always Look on the Bright Side of Life van Monty Python zong.

## Discografie
| Jaar | Titel                                                         | Oorspronkelijke muziek                                             | Oorspronkelijk genre | Nieuw genre                |
| ---- | ------------------------------------------------------------- | ------------------------------------------------------------------ | -------------------- | -------------------------- |
| 2020 | Shallow - Polka Edition                                       | Bradley Cooper en Lady Gaga - Shallow                              | Pop/ballad           | Polka                      |
| 2020 | Come As You Are - Swing Edition                               | Nirvana - Come as You Are                                          | Grunge               | Swing                      |
| 2020 | Enter Sandman - Kids' Edition                                 | Metallica - Enter Sandman                                          | Metal                | Kindermuziek               |
| 2020 | Bad (Michael Jackson) - Bluegrass Edition                     | Michael Jackson - Bad                                              | Poprock              | Bluegrass                  |
| 2021 | Chop Suey! - Bluegrass Edition                                | System of a Down - Chop Suey!                                      | Metal                | Bluegrass                  |
| 2021 | Without Me (Eminem) - Bluegrass Edition                       | Eminem - Without Me/Charlie Daniels                                | Rap                  | Bluegrass                  |
| 2021 | Bodies (Drowning Pool) - Kids' Edition                        | Drowning Pool - Bodies                                             | Metal                | Kindermuziek               |
| 2021 | Another One Bites The Dust (ft. Pee-wee Herman)               | Queen - Another One Bites the Dust/Pee-Wee Herman                  | Rock                 | Rock-'n-roll               |
| 2021 | Straight Outta Compton - Oktoberfest Edition                  | N.W.A - Straight Outta Compton                                     | Gangstarap           | Après-ski                  |
| 2021 | Smells Like Teen Spirit - K-Pop Edition                       | Nirvana - Smells Like Teen Spirit                                  | Grunge               | K-pop                      |
| 2022 | Creep (Radiohead) - Honky Tonk Edition                        | Radiohead - Creep                                                  | Alternatieve rock    | Honky-tonk                 |
| 2022 | Get Low (Lil Jon) - Swing Edition [EXPLICIT]                  | Lil Jon - Get Low                                                  | Hiphop               | Swing                      |
| 2022 | Down With The Sickness - Doo-Wop Edition                      | Disturbed - Down With The Sickness                                 | Heavy metal          | Doowop                     |
| 2022 | Always Look on the Bright Side of Life - North Korean Edition | Monty Python - Always Look on the Bright Side of Life              | Komedie-/filmmuziek  | Volkslied                  |
| 2022 | Lose Yourself (Eminem) - Super Mario Bros. Edition            | Eminem - Lose Yourself/begintitel van Super Mario Bros.            | Rap                  | Computerspelmuziek         |
| 2023 | Poker Face (Lady Gaga) - 1940s Western Swing edition          | Lady Gaga - Poker Face                                             | Pop                  | Swing                      |
| 2023 | Party in the USSR ☭ (Soviet Remix)                            | Miley Cyrus - Party in the USA                                     | Pop                  | Sovjet-Uniemuziek          |
| 2023 | Nickelback and Ray Charles were not supposed to mix this well | Nickelback - How You Remind Me/Ray Charles - Hit the Road Jack     | Rock                 | Blues/soul                 |
| 2023 | Pulp Fiction: The Musical (EXTENDED)                          | Pulp Fiction                                                       | Gesproken teks       | Musical                    |
| 2023 | Hank Williams sings Straight Outta Compton (AI)               | N.W.A. - Straight Outta Compton/Hank Williams sr.                  | Gangstarap           | Country                    |
| 2023 | Boomhauer performs Rap God                                    | Eminem - Rap God/Jeff Boomhauer (personage uit King of the Hill)   | Rap                  | Rap met een zuiders tintje |
| 2024 | Hail to the King (Avenged Sevenfold) - Kids' Edition          | Avenged Sevenfold - Hail to the King                               | Metal                | Kindermuziek               |
| 2024 | The Beach Boys sing "99 Problems" by Jay-Z                    | Jay-Z - 99 Problems/The Beach Boys                                 | Rap                  | Surf                       |
| 2024 | Snoop Frogg (Kermit sings "Gin & Juice")                      | Snoop Dogg - Gin & Juice/Kermit de Kikker                          | Rap                  | Country                    |
| 2024 | In Da Club (by "Conway Fitty")                                | 50 Cent - In da Club/Conway Twitty - Tight Fittin' Jeans           | Rap                  | Country                    |
| 2024 | John Denver sings "War Pigs" (Black Sabbath)                  | Black Sabbath - War Pigs/John Denver                               | Metal                | Folk                       |
| 2024 | Hallelujah (but it's Baby Got Back)                           | Leonard Cohen - Hallelujah/Sir Mix-a-Lot - Baby Got Back           | Softrock             | Softrock                   |
| 2024 | The Apple Bottom Drummer Boy                                  | Matt Bull - The Little Drummer Boy/Flo Rida - Low (Flo Rida)       | Rap                  | Kerstmuziek                |
| 2024 | Get Low (Lil Jon) - Christmas Edition                         | Lil Jon - Get Low                                                  | Rap                  | Kerstmuziek                |
| 2024 | Move B*tch, It's Cold Outside                                 | Ludacris - Move B*tch/Frank Loesser - Baby, It's Cold Outside      | Pop                  | Kerstmuziek                |
| 2025 | Black Sabbath sings "Take Me Home Country Roads"              | Black Sabbath/John Denver - Take Me Home, Country Roads            | Folk                 | Metal                      |
| 2025 | Nickelback sings Photograph (of a photograph)                 | Nickelback - Photograph (Nickelback)                               | Rock                 | Rock                       |
| 2025 | Taken: The Musical                                            | scène uit de film Taken                                            | Gesproken tekst      | Ballad                     |
| 2025 | The Mamas & The Papas Sing "Lollipop"                         | Lil Wayne - Lollipop/The Mamas and the Papas - California Dreamin' | Rap                  | Folk                       |
| 2025 | Dolly Parton sings Duality                                    | Dolly Parton - Jolene/Slipknot - Duality                           | Folk/Metal           | Folk                       |
| 2025 | Breaking Bad: The Musical                                     | musicalversie van Breaking Bad                                     | Gesproken tekst      | Musical                    |